# Warisia
Warisia is een geslacht van wantsen uit de familie van de Naucoridae (Zwemwantsen). Het geslacht werd voor het eerst wetenschappelijk beschreven door La Rivers in 1971.

## Soorten
Het genus bevat de volgende soort:

- Warisia cavanceps La Rivers, 1971